# Blueberry Chills
Blueberry Chills è un singolo della cantante statunitense Chanel West Coast, pubblicato il 18 agosto 2014. È stato prodotto da Richard Velonskis (Rich Skillz).

## Video musicale
Il video musicale è stato reso disponibile il 14 agosto 2014 ed è stato diretto da Goodboyshady.

## Tracce
1. Blueberry Chills (feat. Honey Cocaine) – 4:31